# 東宝映画第二撮影所
東宝映画第二撮影所（とうほうえいがだいにさつえいじょ）は、かつて存在した日本の映画スタジオである。現在の東宝の前身である東宝映画が1939年（昭和14年）に開設した。現在は、東宝が最大株主である関係会社・国際放映が所有し、東京メディアシティとして稼働している。

## データ
- 所在地 : 東京都世田谷区砧5-7-1

北緯35度38分11.05秒 東経139度36分35.10秒 / 北緯35.6364028度 東経139.6097500度

## 名称の変遷
| 年号   | 名称               | 経営会社         | 備考                                 |
| ------ | ------------------ | ---------------- | ------------------------------------ |
| 1939年 | 東宝映画第二撮影所 | 東宝映画         | 開所                                 |
| 1943年 | 東宝第二撮影所     | 東宝             |                                      |
| 1947年 | 新東宝映画製作所   | 新東宝映画製作所 |                                      |
| 1948年 | 新東宝撮影所       | 新東宝           | 1961年 倒産 - 大部分を日本大学に売却 |
| 1964年 | 国際放映撮影所     | 国際放映         |                                      |
| 1992年 | 東京メディアシティ | 国際放映         | 現行                                 |

## 略歴・概要

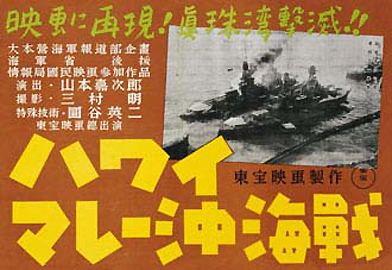
『ハワイ・マレー沖海戦』（1942年）

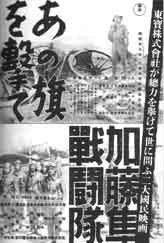
『加藤隼戦闘隊』（1944年）

1939年（昭和14年）、東宝映画は、東宝映画東京撮影所（現在の東宝スタジオ）の東側の土地にスタジオを新設、これを東宝映画第二撮影所とした。山本嘉次郎監督の『ハワイ・マレー沖海戦』（1942年）の真珠湾のオープンセットは同撮影所内北側の敷地に建てられた。現在は砧サンライズマンション等住宅地になっている。
1943年（昭和18年）12月、東宝映画は東京宝塚劇場と合併して、現在の東宝となり、同撮影所は東宝第二撮影所と改称した。翌1944年（昭和19年）、所内に航空教育資料製作所を設置、円谷英二を責任者とした。
第二次世界大戦後、東宝には争議が起こり、第二次東宝争議中の1946年（昭和21年）11月、大河内傳次郎ら東宝十大スターが「十人の旗の会」を結成して労働組合を脱退、他の脱退者とともに同撮影所を拠点に映画製作を始める。4か月後の1947年（昭和22年）3月25日、新東宝映画製作所（のちの新東宝）を設立、同撮影所を新東宝映画製作所と改めた。1948年（昭和23年）4月25日、株式会社新東宝が設立され、同製作所は新東宝撮影所と改称した。
新東宝は1961年（昭和36年）8月31日に倒産、製作部門を分社化し同年11月15日にニッポン・アートフィルム・カンパニー（NAC）を設立、やがて同撮影所の敷地の大部分を日本大学等に売却、機能を縮小して、
1962年（昭和37年）1月からテレビ映画製作に乗り出す。清算会社・新東宝は、東京放送、フジテレビジョンの資本を得て、1964年（昭和39年）3月、国際放映に改組、NACを吸収する。同撮影所は、ひきつづきテレビ映画を製作する国際放映撮影所と名称を変えて、稼働した。
1992年（平成4年）4月、同撮影所は、国際放映の経営のもと、テレビ番組収録用貸しスタジオ東京メディアシティとなり、現在に至る。

## 註
1. ↑  会社の沿革 - 会社情報、東宝、2009年10月6日閲覧。
2. 1 2 3 4  #外部リンク欄、国際放映株式会社公式サイト内の「会社沿革」の項の記述を参照。二重リンクを省く。